# Georgian Bay Islands National Park
Georgian Bay Islands National Park  består af 63 små øer eller dele af øer i Georgian Bay (del af Lake Huron), i nærheden af Port Severn, i den canadiske provins Ontario. Nationalparken blev oprettet i 1929, og har siden 2004 været en del af Georgian Bay Littoral Biosfærereservat. Parken ligger ved den sydøstlige kyst af Georgian Bay. Øerne kan kun nås med båd. Den største er Beausoleil Island hvortil der er rute fra Honey Harbour. På øen findes mulighed for overnatning og vandrestier.
De nordlige øer er hovedsagelig dækket med fyrretræer . På det sydlige del af Beausoleil Island findes tykkere jordlag og denne del af øen er også dækket med løvskov.
Parkens dyreliv er blandt Canadas mest artsrige områder for reptiler og padder med 33 forskellige arter.